# Bartoszyce (gmina wiejska)
Bartoszyce – gmina wiejska w województwie warmińsko-mazurskim, w powiecie bartoszyckim. W latach 1975–1998 gmina położona była w województwie olsztyńskim.
Siedziba gminy to Bartoszyce.
Według Narodowego Spisu Powszechnego 31 marca 2011 gminę zamieszkiwało 11 045 mieszkańców. Natomiast według danych z 31 grudnia 2019 roku gminę zamieszkiwało 10 715 osób.

## Struktura powierzchni
Według danych z roku 2002 gmina Bartoszyce ma obszar 427,82 km², w tym:
- użytki rolne: 71%
- użytki leśne: 16%

Gmina stanowi 32,69% powierzchni powiatu.

## Demografia

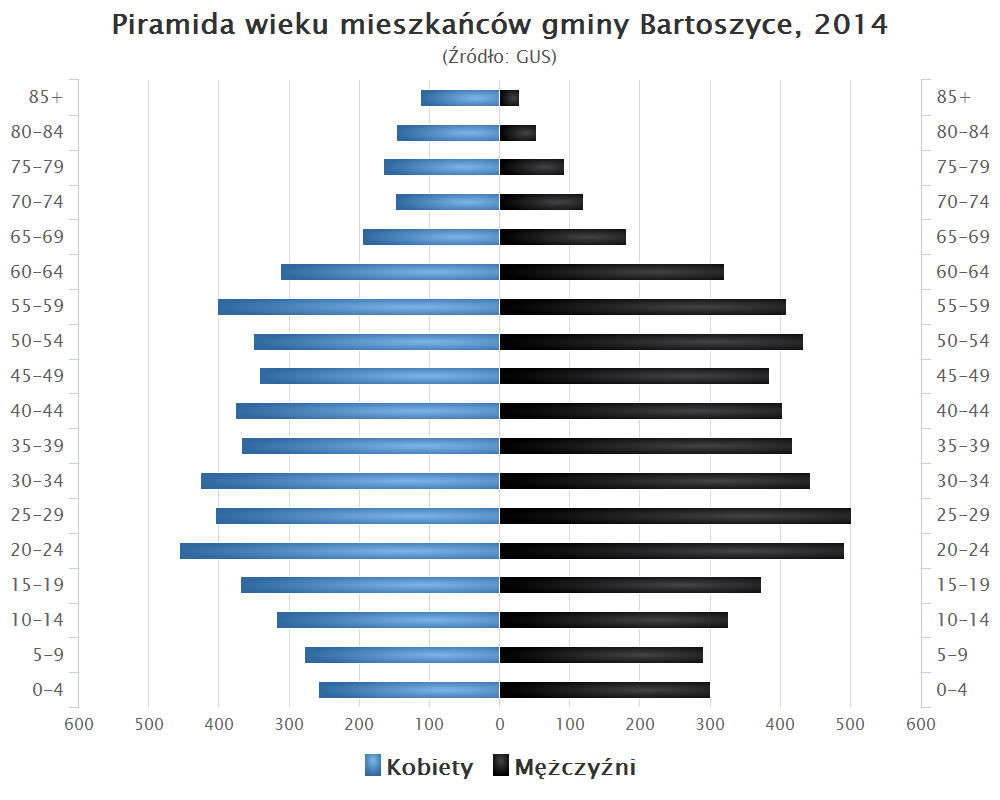
Piramida wieku mieszkańców gminy Bartoszyce w 2014 roku

Dane z 30 czerwca 2004:
| Opis                              | Ogółem | Ogółem | Kobiety | Kobiety | Mężczyźni | Mężczyźni |
| --------------------------------- | ------ | ------ | ------- | ------- | --------- | --------- |
| jednostka                         | osób   | %      | osób    | %       | osób      | %         |
| populacja                         | 10 820 | 100    | 5323    | 49,2    | 5497      | 50,8      |
| gęstość zaludnienia (mieszk./km²) | 25,3   | 25,3   | 12,4    | 12,4    | 12,8      | 12,8      |

## Ochrona przyrody

### Obszary NATURA 2000
Na terenie gminy zlokalizowane są 2 obszary Natura 2000:
- Ostoja Warmińska (PLB280015) OSO – 145 342 ha[5]
- Torfowiska Źródliskowe koło Łabędnika (PLH280047) SOO[6]

### Obszary chronionego krajobrazu
W granicach gminy znajdują się 2 obszary chronionego krajobrazu:
- Obszar Chronionego Krajobrazu Doliny Elmy – 8 923,2 ha
- Obszar Chronionego Krajobrazu Doliny Dolnej Łyny – 16 429,9 ha.

### Użytki ekologiczne
W gminie Bartoszyce są zarejestrowane 4 użytki ekologiczne torfowiskowe, które znajdują się w okolicach wsi Gromki (1,70 ha), Żydowo (0,95 ha), Sokolica (3,33 ha), Spurgle (3,63 ha).

### Pomniki przyrody
Na terenie gminy znajdują się następujące pomniki przyrody:
| Nr  | Lokalizacja                                                 | Forma             | Nazwa                                   | Nr ew.    | Obwody przy powołaniu [cm]  | Akt prawny                                                |
| 1.  | Galiny 200 m od leśniczówki                                 | pojedyncze drzewo | dąb szypułkowy                          | 161       | 465                         | Orzecz. Nr Lb-161/57 Prez. WRN w Olsztynie z 30.05.57 r.  |
| 2.  | Galiny 200 m od leśniczówki                                 | pojedyncze drzewo | dąb szypułkowy                          | 162       | 550                         | Orzecz. Nr Lb-162/57 Prez. WRN w Olsztynie z 30.05.57 r.  |
| 3.  | Minty 200 m na południe od wsi                              | pojedyncze drzewo | lipa drobnolistna                       | 163       | 480                         | Orzecz. Nr Lb-163/57 Prez. WRN w Olsztynie z 30.05.57 r.  |
| 4.  | koło wsi Deksniany, 150 m na północ od szosy do Kętrzyna    | pojedyncze drzewo | dąb szypułkowy                          | 165       | 490                         | Orzecz. Nr Lb-165/57 Prez. WRN w Olsztynie z 30.05.57 r.  |
| 5.  | Ciemna Wola były PGR, obok głazu                            | pojedyncze drzewo | dąb szypułkowy                          | 166       | 634                         | Orzecz. Nr Lb-166/57 Prez. WRN w Olsztynie z 30.05.57 r.  |
| 6.  | Kinkajmy skraj parku, 300 m od drogi do Kętrzyna            | pojedynczy drzewo | lipa drobnolistna                       | 167       | 735                         | Orzecz. Nr Lb-167/57 Prez. WRN w Olsztynie z 30.05.57 r.  |
| 7.  | przy drodze Maszewy-Łabędnik Mały                           | pojedyncze drzewo | dąb szypułkowy                          | 170       | 350                         | Orzecz. Nr Lb-170/57 Prez. WRN w Olsztynie z 30.05.57 r.  |
| 8.  | Bartoszyce ul. Kętrzyńska 18                                | pojedyncze drzewo | jesion wyniosły                         | 183       | 355                         | Orzecz. Nr Lb-183/57 Prez. WRN w Olsztynie z 30.05.57 r.  |
| 9.  | Krawczyki park szkoły                                       | pojedyncze drzewo | modrzew europejski                      | 184       | 250                         | Orzecz. Nr Lb-184/57 Prez. WRN w Olsztynie z 30.05.57 r.  |
| 10. | Krawczyki park szkoły                                       | pojedyncze drzewo | dąb szypułkowy                          | 185       | 495                         | Orzecz. Nr Lb-185/57 Prez. WRN w Olsztynie z 30.05.57 r.  |
| 11. | Krawczyki park szkoły                                       | pojedyncze drzewo | modrzew europejski                      | 186       | 260                         | Orzecz. Nr Lb-186/57 Prez. WRN w Olsztynie z 30.05.57 r.  |
| 12. | Krawczyki park szkoły                                       | pojedyncze drzewo | dąb szypułkowy                          | 188       | 470                         | Orzecz. Nr Lb-188/57 Prez. WRN w Olsztynie z 30.05.57 r.  |
| 13. | Krawczyki park szkoły                                       | pojedyncze drzewo | dąb szypułkowy                          | 189       | 420                         | Orzecz. Nr Lb-189/57 Prez. WRN w Olsztynie z 30.05.57 r.  |
| 14. | Parkoszewo park                                             | pojedyncze drzewo | dąb szypułkowy                          | 190       | 400                         | Orzecz. Nr Lb-190/57 Prez. WRN w Olsztynie z 30.05.57 r.  |
| 15. | Parkoszewo park                                             | pojedyncze drzewo | dąb szypułkowy                          | 191       | 400                         | Orzecz. Nr Lb-191/57 Prez. WRN w Olsztynie z 30.05.57 r.  |
| 16. | Parkoszewo park                                             | pojedyncze drzewo | dąb szypułkowy                          | 193       | 460                         | Orzecz. Nr Lb-193/57 Prez. WRN w Olsztynie z 30.05.57 r.  |
| 17. | Parkoszewo park                                             | pojedyncze drzewo | dąb szypułkowy                          | 194       | 500                         | Orzecz. Nr Lb-194/57 Prez. WRN w Olsztynie z 30.05.57 r.  |
| 18. | Parkoszewo park                                             | pojedyncze drzewo | lipa drobnolistna                       | 196       | 350                         | Orzecz. Nr Lb-196/57 Prez. WRN w Olsztynie z 30.05.57 r.  |
| 19. | Sporwiny zbocze przy zabudowaniach S. Krasnowskiego         | pojedyncze drzewo | dąb szypułkowy                          | 197       | 410                         | Orzecz. Nr Lb-197/57 Prez. WRN w Olsztynie z 30.05.57 r.  |
| 20. | Sporwiny zbocze przy strumieniu                             | pojedyncze drzewo | dąb szypułkowy                          | 198       | 420                         | Orzecz. Nr Lb-198/57 Prez. WRN w Olsztynie z 30.05.57 r.  |
| 21. | Sporwiny zbocze przy strumieniu                             | pojedyncze drzewo | dąb szypułkowy                          | 199       | 400                         | Orzecz. Nr Lb-199/57 Prez. WRN w Olsztynie z 30.05.57 r.  |
| 22. | Sporwiny zbocze przy zabudowaniach S. Krasnowskiego         | pojedyncze drzewo | dąb szypułkowy                          | 200       | 530                         | Orzecz. Nr Lb-200/57 Prez. WRN w Olsztynie z 30.05.57 r.  |
| 23. | Sporwiny zbocze przy zabudowaniach S. Krasnowskiego         | pojedyncze drzewo | dąb szypułkowy                          | 201       | 480                         | Orzecz. Nr Lb-201/57 Prez. WRN w Olsztynie z 20.06.57 r.  |
| 24. | Sporwiny zbocze przy zabudowaniach S. Krasnowskiego         | pojedyncze drzewo | dąb szypułkowy                          | 202       | 380                         | Orzecz. Nr Lb-202/57 Prez. WRN w Olsztynie z 20.06.57 r.  |
| 25. | Sporwiny zbocze przy zabudowaniach S. Krasnowskiego         | pojedyncze drzewo | dąb szypułkowy                          | 203       | 440                         | Orzecz. Nr Lb-203/57 Prez. WRN w Olsztynie z 20.06.57 r.  |
| 26. | Ciemna Wola park obok dębu nr 166                           | głaz narzutowy    | granit grubokrystaliczny                | 276       | 780                         | R.XII.276/61 z 27.11.1961 r.                              |
| 27. | Bajdyty w parku przy stawie                                 | pojedyncze drzewo | dąb szypułkowy                          | 316       | 550                         | R-X-316/64 z 26.06.1964 r.                                |
| 28. | Łęg park przypałacowy                                       | grupa drzew       | 2 dęby szypułkowe                       | 325       | 385 i 415                   | Rlop-325/67 z 30.05.1967 r.                               |
| 29. | Łęg                                                         | grupa drzew       | 4 dęby szypułkowe lipa drobnolistna     | 334       | od 350 do 690 490           | Nr 334/68 z 26.06.1968 r.                                 |
| 30. | Łęg przy drodze do Ardap                                    | aleja przydrożna  | 25 dębów szypułkowych                   | 373       | od 150 do 300               | Nr 373/75 z 25.09.1975 r.                                 |
| 31. | Bajdyty park                                                | grupa drzew       | 9 dębów szypułkowych                    | 559       | od 400 do 560               | Dz. Urz. Woj. Olsztyńskiego Nr 7, poz. 66 z 16.04.1992 r. |
| 32. | Łabędnik park                                               | pojedyncze drzewo | dąb szypułkowy                          | 560       | 400                         | Dz. Urz. Woj. Olsztyńskiego Nr 7, poz. 66 z 16.04.1992 r. |
| 33. | leśnictwo Górzyste oddz. 329a                               | pojedyncze drzewo | dąb szypułkowy                          | 1219      | 520                         | Dz. Urz. Woj. Warm-Maz. Nr 134, poz. 1685 z 29.09.2004 r. |
| 34. | leśnictwo Górzyste oddz. 338d                               | pojedyncze drzewo | daglezja zielona                        | 1220      | 228                         | Dz. Urz. Woj. Warm-Maz. Nr 134, poz. 1685 z 29.09.2004 r. |
| 35. | leśnictwo Łabędziowo oddz. 54d                              | pojedyncze drzewo | dąb szypułkowy                          | 1221      | 570                         | Dz. Urz. Woj. Warm-Maz. Nr 134, poz. 1685 z 29.09.2004 r. |
| 36. | leśnictwo Dąbrówka oddz. 145a                               | pojedyncze drzewo | dąb szypułkowy                          | 1223      | 480                         | Dz. Urz. Woj. Warm-Maz. Nr 134, poz. 1685 z 29.09.2004 r. |
| 37. | leśnictwo Mała Wola oddz. 193m, 50 m od drogi gruntowej     | pojedyncze drzewo | lipa drobnolistna                       | 1313      | 315                         | Dz. Urz. Woj. Warm-Maz. Nr 73, poz. 1153 z 23.05.2007 r.  |
| 38. | leśnictwo Mała Wola oddz. 192j, 50 m od drogi Bezledy-Solno | pojedyncze drzewo | dąb szypułkowy                          | 1314      | 660                         | Dz. Urz. Woj. Warm-Maz. Nr 73, poz. 1153 z 23.05.2007 r.  |
| 39. | leśnictwo Mała Wola 193n, 100 m od drogi                    | pojedyncze drzewa | 5 brzóz brodawkowatych                  | 1315-1319 | 218, 250, 220, 235, 290     | Dz. Urz. Woj. Warm-Maz. Nr 73, poz. 1153 z 23.05.2007 r.  |
| 40. | leśnictwo Mała Wola oddz. 193m                              | pojedyncze drzewo | buk zwyczajny odm. czerwona             | 1320      | 345                         | Dz. Urz. Woj. Warm-Maz. Nr 73, poz. 1153 z 23.05.2007 r.  |
| 41. | leśnictwo Mała Wola oddz. 193j, 200 m od drogi              | pojedyncze drzewo | dąb szypułkowy                          | 1321      | 650                         | Dz. Urz. Woj. Warm-Maz. Nr 73, poz. 1153 z 23.05.2007 r.  |
| 42. | leśnictwo Mała Wola oddz. 193m                              | pojedyncze drzewo | lipa drobnolistna                       | 1323      | 370                         | Dz. Urz. Woj. Warm-Maz. Nr 73, poz. 1153 z 23.05.2007 r.  |
| 43. | Borki park podworski, leśnictwo Mała Wola oddz. 332B        | pojedyncze drzewa | 3 lipy drobnolistne 2 dęby szypułkowe   | 1326-1330 | 325, 425, 536 402, 413      | Dz. Urz. Woj. Warm-Maz. Nr 73, poz. 1153 z 23.05.2007 r.  |
| 44. | leśnictwo Borki oddz. 328f                                  | pojedyncze drzewa | 2 dęby szypułkowe                       | 1331-1332 | 383 i 383                   | Dz. Urz. Woj. Warm-Maz. Nr 73, poz. 1153 z 23.05.2007 r.  |
| 45. | Borki park podworski, leśnictwo Mała Wola oddz. 332B        | pojedyncze drzewa | modrzew europejski 5 dębów szypułkowych | 1333-1338 | 320 424, 394, 421, 420, 723 | Dz. Urz. Woj. Warm-Maz. Nr 73, poz. 1153 z 23.05.2007 r.  |
| 46. | leśnictwo Borki oddz. 337d, na granicy las – pole           | pojedyncze drzewo | dąb szypułkowy                          | 1339      | 430                         | Dz. Urz. Woj. Warm-Maz. Nr 73, poz. 1153 z 23.05.2007 r.  |
| 47. | leśnictwo Borki oddz. 314o, 20 m od utwardzonej drogi       | pojedyncze drzewo | dąb szypułkowy                          | 1340      | 394                         | Dz. Urz. Woj. Warm-Maz. Nr 73, poz. 1153 z 23.05.2007 r.  |

## Sąsiednie gminy
Bartoszyce (miasto), Bisztynek, Górowo Iławeckie, Kiwity, Lidzbark Warmiński, Sępopol.
Gmina sąsiaduje z Rosją.